# Північний полюс
90° пн. ш. 0° сх. д. / 90° пн. ш. 0° сх. д.

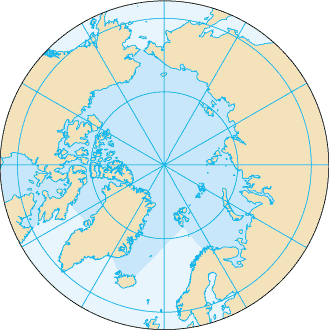
Центральна точка — це і є Північний полюс

Північний по́люс (ще Північний бігун) — одна з двох діаметрально протилежних точок уявної земної осі. На Північному полюсі, де сходяться всі меридіани, немає звичайних сторін світу.

## Розташування
Північний полюс міститься в центральній частині Північного Льодовитого океану, де глибина не перевищує 4000 м. Цілий рік у районі Північного полюса дрейфують потужні багаторічні пакові льоди. Середня температура взимку — близько −40 °C, влітку переважно близько 0 °C.
У вересні 2007 року на Північному полюсі зафіксовано рекордно низький рівень льоду. У своїй заяві фахівці Національного центру даних з дослідження снігу й льоду висловлювали припущення, що арктичні льоди могли цілком розтанути 2008 року, але цього поки що не відбулося.
Досягти Північного полюса стало метою полярних експедицій з XIX ст. Першим цієї мети досяг американець Роберт Пірі 1909 року.

## Історія
Можливо, першою досягла Північного полюса, після переходу паковою кригою на собачих упряжках, експедиція американців Фредеріка Кука 21 квітня 1908 й Роберта Пірі 6 квітня 1909, хоча доказів, що вони досягли заявленої мети, немає. Кукову експедицію довгий час визнавали за брехливу через наклепи на Кука з боку Пірі, але останні дослідження довели реальність цієї експедиції. Доведено, що вперше досягли Північного полюса після переходу паковими кригами члени групи Воллі Герберта 6 квітня 1969 року, в 60-у річницю походу Пірі.
У травні 1937 за допомогою літака в районі Північного полюса (в момент висадки приблизно за 30 кілометрів) організовано першу науково-дослідну дрейф-станцію «Північний полюс-1» (СРСР) під керівництвом Івана Папаніна. Одначе висадку просто на бігуні здійснила лише 23 квітня 1948 іншою радянська експедиція під керівництвом Олександра Кузнєцова і в складі Павла Гордієнка, Павла Сенька, Михайла Сомова й Михайла Острекіна та інших. Вони приземлилися на трьох літаках практично на точку 90°00'00" північної широти, а потім, знову на літаках, відлетіли звідти.
Американський підводний човен SSN-578 проплив біля полюса 1959, а 1962 те саме здійснив радянський атомний підводний човен «Ленінський комсомол». 17 серпня 1977 радянський атомний криголам «Арктика» вперше в історії мореплавства досяг Північного полюса в надводному плаванні. Першою людиною, що досягла Північного полюса самотужки, 1978 року, став японський мандрівник Наомі Уемура.

## Експедиції на полюс

### Перші польоти над Північним полюсом

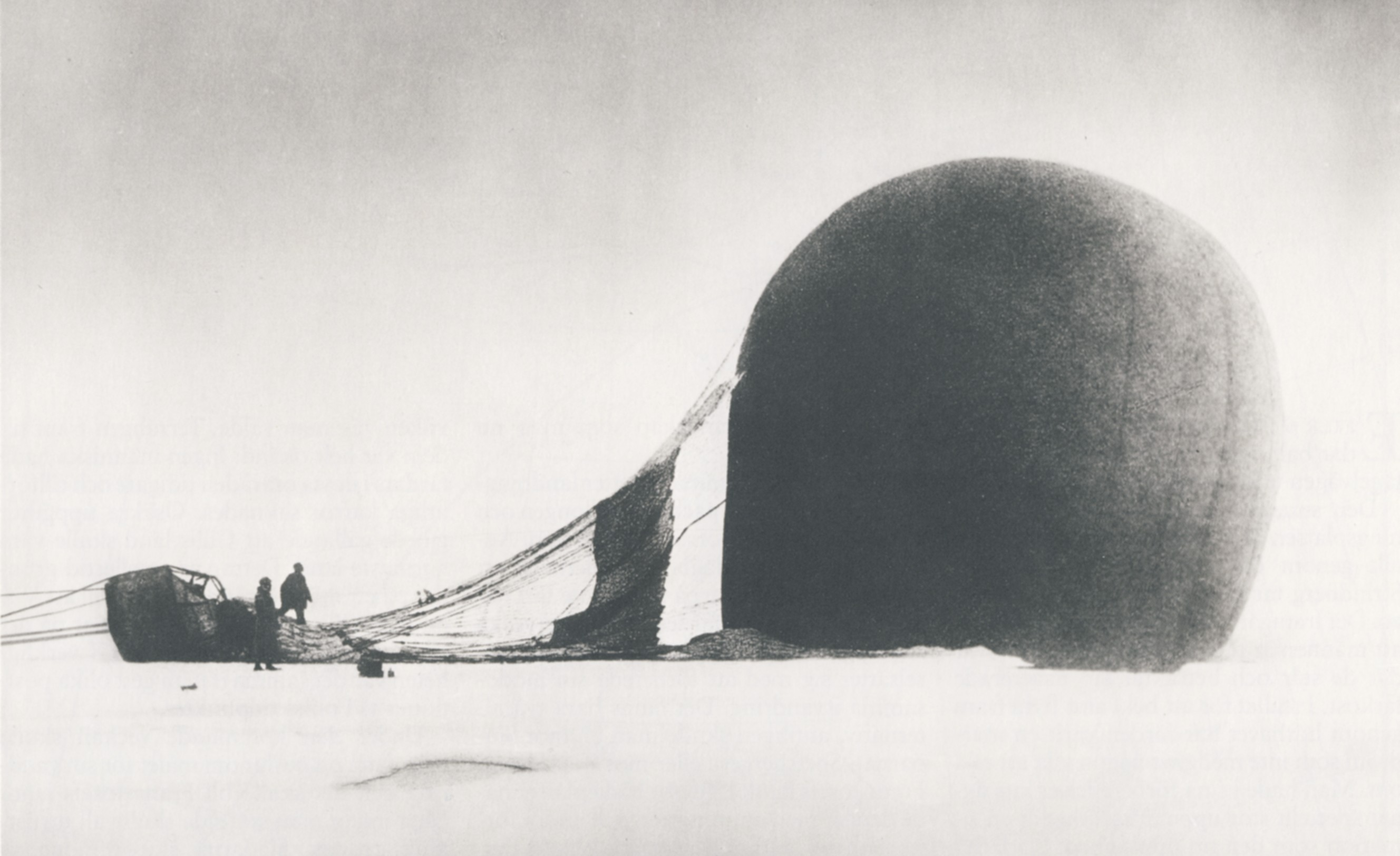
Аеростат «Орел» Соломона Андре, що зазнав аварії на шляху до Північного Полюса (1897 р.)

Перша документована спроба проникнути в повітряний простір над Північним полюсом належить шведові Соломону Андре (Salomon August Andrée) та його двом супутникам Нільсу Стріндбергу (Nils Strindberg) и Кнуту Френкелю (Knut Frænkel), які 11 липня 1897 року вирушили на повітряній кулі «Орел» з острова Данський архіпелагу Шпіцберген в бік Північного полюса. Відомо, що експедиція подолала 475 кілометрів, але через витік водню в повітряній кулі 14 липня сіла на кригу, після чого була вимушена податися назад. Їм удалося дістатися до острова Білий, де вони загинули.
21 травня 1925 норвежець Руал Амундсен (Roald Amundsen) з командою з шести чоловік зробив спробу дістатися до Північного полюса на двох гідролітаках Dornier Do J N-24 і N-25. Однак і ця спроба не завершилася успіхом — мандрівники приземлилися, витративши половину паливних баків і досягнувши 87° 43' пн. ш. (близько 250 км до полюса). Наступні три тижні команда займалася розчищенням від льоду смуги, достатньої для зльоту. Повертатися їм належало вшістьох на одному літаку, так як другий був пошкоджений. Після декількох невдалих спроб, їм нарешті вдалося злетіти і взяти курс додому, де багато хто вже вважали, експедиція не повернеться.
9 травня 1926, за три дні до того, як Північного полюсу досяг дирижабль «Норвегія», американець Річард Берд (Richard E. Byrd), разом з пілотом Флойдом Беннеттом (Floyd Bennett) зробив спробу досягти Північного полюсу на літаку Fokker F.VII. Вони вилетіли з аеродрому на острові Західний Шпіцберген і повернулися туди ж, заявивши, що змогли першими досягти полюса. Проте відразу ж виникли сумніви в достовірності їх досягнення. У 1996 році в польотному журналі Берда були виявлені стерті, але все ще помітні, дані, які свідчили про фальсифікацію Бердом даних, опублікованих офіційно. На думку деяких дослідників, подолавши 80 % шляху до Північного полюса Берд був змушений повернути назад через витік масла в двигуні.

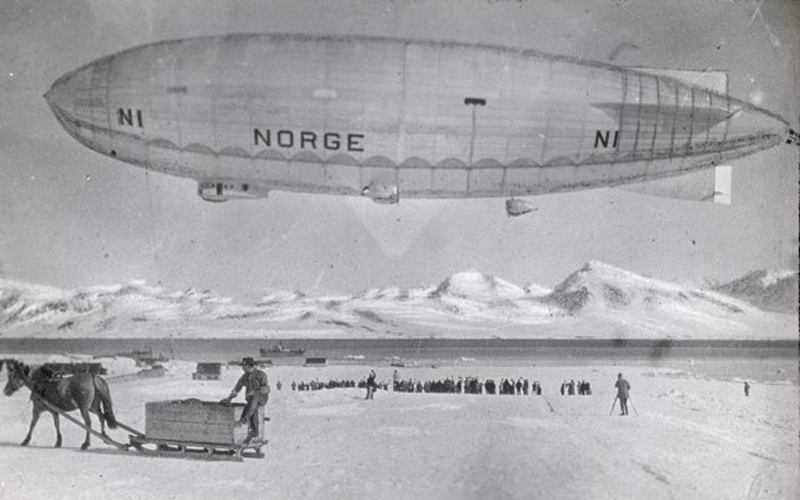
Дирижабль «Норвегія», що досяг Північного полюса у 1926 р.

Першою вдалою спробою польоту над Північним полюсом стала 1926 експедиція норвежця Руаля Амундсена на дирижаблі «Норвегія». В експедиції було 16 учасників, включаючи творця і пілота дирижабля італійця Умберто Нобіле (Umberto Nobile), американського полярного дослідника і спонсора експедиції Лінкольна Еллсворта (Lincoln Ellsworth), полярного дослідника Оскара Вістінга (Oscar Wisting), що став кермовим дирижабля, штурмана Яльмара Рісер-Ларсена (Hjalmar Riiser-Larsen), метеоролога Фінна Мальмгрена (Finn Malmgren) та інших дослідників, а також собаки Нобіле на прізвисько Тітіна (Titina), що стала талісманом експедиції. Політ почався на Шпіцбергені, 12 травня 1926 дирижабль досяг Північного полюса, звідки пройшов до Аляски.
У 1928 політ над Північним полюсом здійснив італієць Умберто Нобіле на дирижаблі «Італія». На зворотному шляху неподалік від Північного полюса дирижабль зазнав аварії. З 16-х учасників експедиції вижили тільки вісім, сімох із них урятував радянський криголам «Красин».
3 серпня 1935 радянський пілот Сигізмунд Леваневський у команді з Георгієм Байдуковим і Віктором Левченком на літаку АНТ-25 зробив спробу перельоту з Москви до Сан-Франциско через Північний полюс. Спроба закінчилася невдачею через нелад із мастилогонами.
Перший вдалий міжконтинентальний переліт через Північний полюс на літаку здійснив Валерій Чкалов. 18 червня 1937 він вилетів з Москви на літаку АНТ-25 в команді з другим пілотом Георгієм Байдуковим і штурманом Олександром Беляковим. 20 червня, через 63 години 16 хвилин польоту, подолавши 8 504 км, їхній літак приземлився у Ванкувері (Канада).
Місяць по тому (12-14 липня 1937 року), екіпаж у складі командира Михайла Громова, другого пілота Андрія Юмашева і штурмана Сергія Даніліна, перелетів на АНТ-25 з Москви серез Північний полюс до США, де приземлився в Сан-Хасінто (Каліфорнія), подолавши за 62 години 17 хвилин 10 148 км.
На сьогодні маршрути багатьох трансконтинентальних пасажирських польотів пролягають над Північним полюсом.

### Дрейфуючі станції

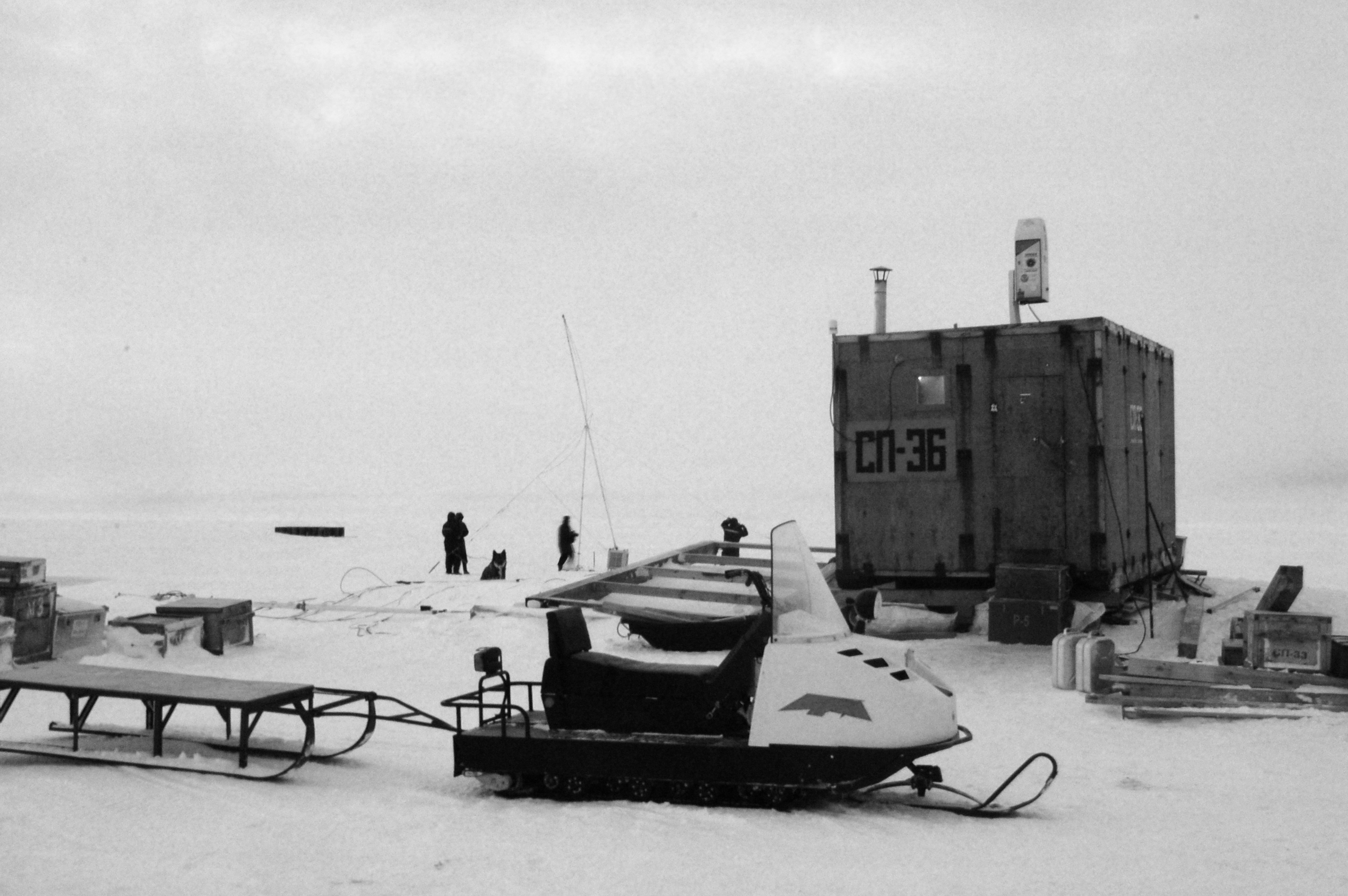
Полярна дрейфуюча станція «Північний полюс-37» (2009 р.)

Оскільки на Північному полюсі немає суші, на ньому неможливо створення постійної полярної станції, як на Південному полюсі. Однак СРСР, а пізніше Росія, починаючи з 1937 року, створили понад 30 дрейфуючих станцій, деякі з яких проходили в ході дрейфу через, або дуже близько до Північного полюсу. Ідея створення подібних станцій належала полярному дослідникові Володимиру Візе.
Дрейфуючі станції зазвичай функціонують від двох до трьох років, поки крижина не наблизиться до Гренландії. Іноді, в разі загрози руйнування крижини, на якій розміщена станція, її доводиться евакуювати достроково. Зміна полярників на станціях проводиться щорічно. Звичайна чисельність команди на сучасній дрейфуючій станції — близько 15 чоловік. За всю історію станцій «Північний полюс» на них працювало понад 800 дослідників.
Всі дрейфуючі станції організовуються Арктичним та Антарктичним науково-дослідним інститутом. З 1950 по 1991 рр. в Арктиці безперервно працювали по дві, а деколи і по три радянських дрейфуючих станції. Перша російська дрейфуюча станція була відкрита в квітні 2003 року.
21 вересня 2007 в Арктиці відкрито наукову дрейф-станцію «Північний полюс-35». У складі експедиції 22 людини. У складі учасників, крім фахівців ААНДІ, є іноземний науковець — працівник Інституту полярних досліджень Альфреда Вегенера (Німеччина). Прапори на «ПП-35» було піднято о 17:00 за київським часом у точці з координатами 81 градус 26 хвилин північної широти і 103 градуси 30 хвилин східної довготи.
Останньою відкритою, на сьогодні, дрейфуючою станцією, є «Північний полюс-39» у складі 16 осіб, яка була створена в жовтні 2011 року.

## День і ніч
День і ніч на Північному полюсі змінюються тільки за рахунок обертання Землі навколо Сонця, а не Землі навколо своєї осі. На Північному полюсі день триває близько 186 діб (приблизно з 18 березня по 26 вересня), а ніч — 179 діб. Незадовго до дня весняного рівнодення (20 або 21 березня) Сонце виходить з-за обрію, потім протягом трьох місяців піднімається з кожним днем все вище, досягаючи найбільшої висоти в день літнього сонцестояння (20 або 21 червня). Протягом наступних трьох місяців Сонце опускається, поки не піде за обрій незабаром після дня осіннього рівнодення (22 або 23 вересня). Протягом доби Сонце ходить по небосхилу горизонтальними колами, а точніше по пологій спіралі. Протягом 15-16 діб до сходу і після заходу спостерігаються білі ночі.

## Часові пояси
У більшості місць на Землі місцевий час визначається довготою. Таким чином, час дня більш-менш синхронізується з положенням Сонця в небі (наприклад, опівдні Сонце знаходиться приблизно на максимальному підвищенні над горизонтом). Однак подібна система не працює на Північному полюсі, де Сонце встає і сідає тільки раз на рік, і всі лінії довготи — а отже, і часові пояси — перетинаються. Оскільки на Північному полюсі люди не проживають постійно, його не було віднесено до жодного певного часового поясу. Полярні експедиції використовують будь-який час на свій розсуд, наприклад, Середній час за Гринвічем або часовий пояс тієї країни, звідки вони прибули.

## Клімат
Північний полюс значно тепліший, ніж Південний, оскільки він розташований на рівні моря посеред океану (який діє як сховище тепла), а не на висоті в центрі континенту.
Зимова температура (у лютому) на Північному полюсі коливається від -43 °C до -26 °C, в середньому становить приблизно -35 °C. Літня температура (у липні) тримається близько 0 °C. Найвища зафіксована температура на Північному полюсі — +5 °C, що набагато тепліше найвищої зафіксованої температури на Південному полюсі, яка становить -12,3 °C.
Товщина льоду на Північному полюсі становить зазвичай 2-3 метри, хоча можуть траплятись значні коливання. Територія океану, вкрита льодом, влітку майже вдвічі менша, ніж узимку. Іноді, через переміщення льодових мас, на Північному полюсі оголюється поверхня океану. Дослідження засвідчили, що за останні десятиліття площа льодового покриву та середня товщина льоду в Арктиці зменшилася, що багато хто пов'язує з наслідками глобального потепління.
У вересні 2007 року на Північному полюсі було зафіксовано рекордно низький рівень льоду. Деякі дослідники передбачають, що за кілька десятиліть Північний Льодовитий океан повністю звільнятиметься від льоду в літні місяці. Танення льоду з часом може спричинити підвищення рівня моря та інші глобальні кліматичні зміни.

## Флора та фауна
Хоча вважається, що білі ведмеді через нестачу їжі рідко забрідають за 82° пн.ш., але їх сліди були виявлені в околицях Північного полюса, а експедиція «Грінпіс» в 2006 році повідомила про білого ведмедя, поміченого за півтора кілометра від полюсу.
Кільчаста нерпа також була помічена на Північному полюсі (в 1992 році), а песця бачили за 60 км від нього.
На Північному полюсі, або в безпосередній близькості від нього помічали деяких птахів: пуночок (снігових подорожників) (лат. Plectrophenax nivalis) (1987), кочівних буревісників (лат. Fulmarus glacialis) (1991, 1992, 2001), трипалих мартинів (лат. Rissa tridactyla) (1992). Можливо, птахи залітали в цей район слідом за криголамами, полюючи на рибу в кільватері суден.
У водах Північного полюса помічали невеликих (5-8 см) риб. Учасники експедиції Арктика-2007 в ході занурення на Північному полюсі, виявили на океанському дні актиній (лат. Actiniaria), офіур (лат. Ophiuroidea), креветок (лат. Caridea), морські лілії (лат. Crinoidea), водорості (лат. Algae).

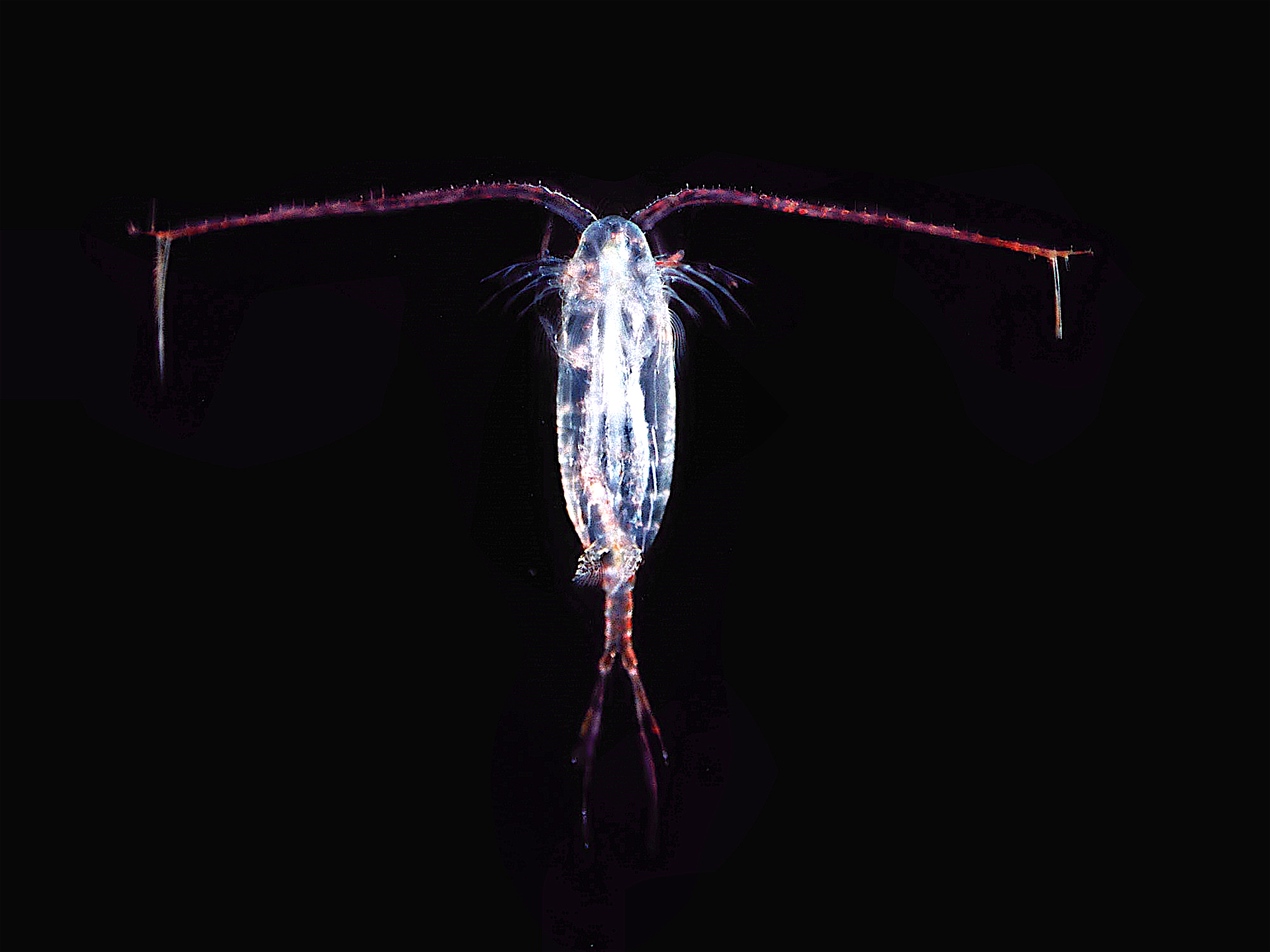
Копеподи харчуються фітопланктоном, що росте під льодами полярної шапки.

Біомаса арктичних вод складається в основному з зоопланктону, такого як бокоплави, що харчуються фітопланктоном (динофлагеллятами та діатомовими водоростями), що росте в нижніх шарах води та на підводних поверхнях плаваючих льодів. Навіть під час полярних зим, деякі водорості можуть продовжити процес фотосинтезу, використовуючи дуже слабке світло полярних ночей. Ці процеси привертають риб, китоподібних і тюленів під час арктичного літа, іноді навіть поблизу полюса.
Свідчення, що вказують на присутність тварин навколо Північного полюса до сих пір вважаються більше анекдотичними, але є суттєві зрушення в біосфері арктики, викликані глобальним потеплінням. Дійсно, зараз, наближаючись до полюса під час арктичного літа, в зв'язку з глобальним потеплінням можна спостерігати вже більше 275 видів рослин і тварин.

## Територіальна приналежність

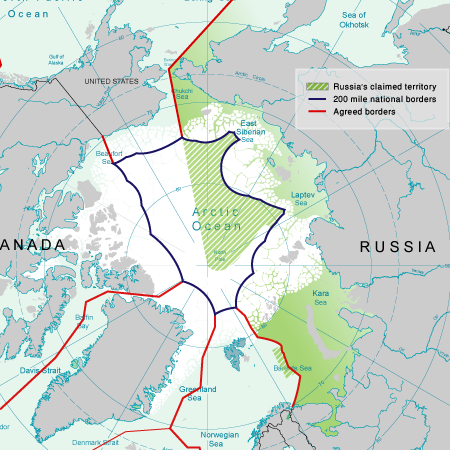
Територіальні претензії Росії в Арктиці.
Червоною лінією позначені межі між водами різних країн.
Темною лінією — межі 370-ти кілометрової зони.
Зеленим кольором позначені території, претензії на які висунула Росія.

Згідно з міжнародним правом, Північний полюс, і прилеглий до нього регіон Північного Льодовитого океану в даний час не належить жодній країні. П'ять оточуючих цей регіон арктичних країн: Росія, Канада, Норвегія, Данія (через Гренландію) і США володіють правами на 370-кілометрову виключну економічну зону біля своїх берегів, а територія за нею знаходиться у віданні агентства ООН International Seabed Authority.
Після ратифікації Конвенції ООН з морського права, країни мають десятирічний період на пред'явлення вимог по розширенню своєї 370-кілометрової зони. Норвегія (ратифікувала конвенцію в 1996 році), Росія (ратифікувала в 1997 році), Канада (ратифікувала в 2003 році) і Данія (ратифікувала в 2004 році) вже запустили проєкти, для обґрунтування своїх претензій про приналежність деяких секторів Арктики до їх території.
У 1907 році Канада заявляла про «секторальний принцип» для визнання суверенітету над сектором, що простягається від її берегів до Північного полюса. Хоча від цього принципу не відмовилися, але також не було активних спроб добитися його затвердження.

## Астрономічні особливості

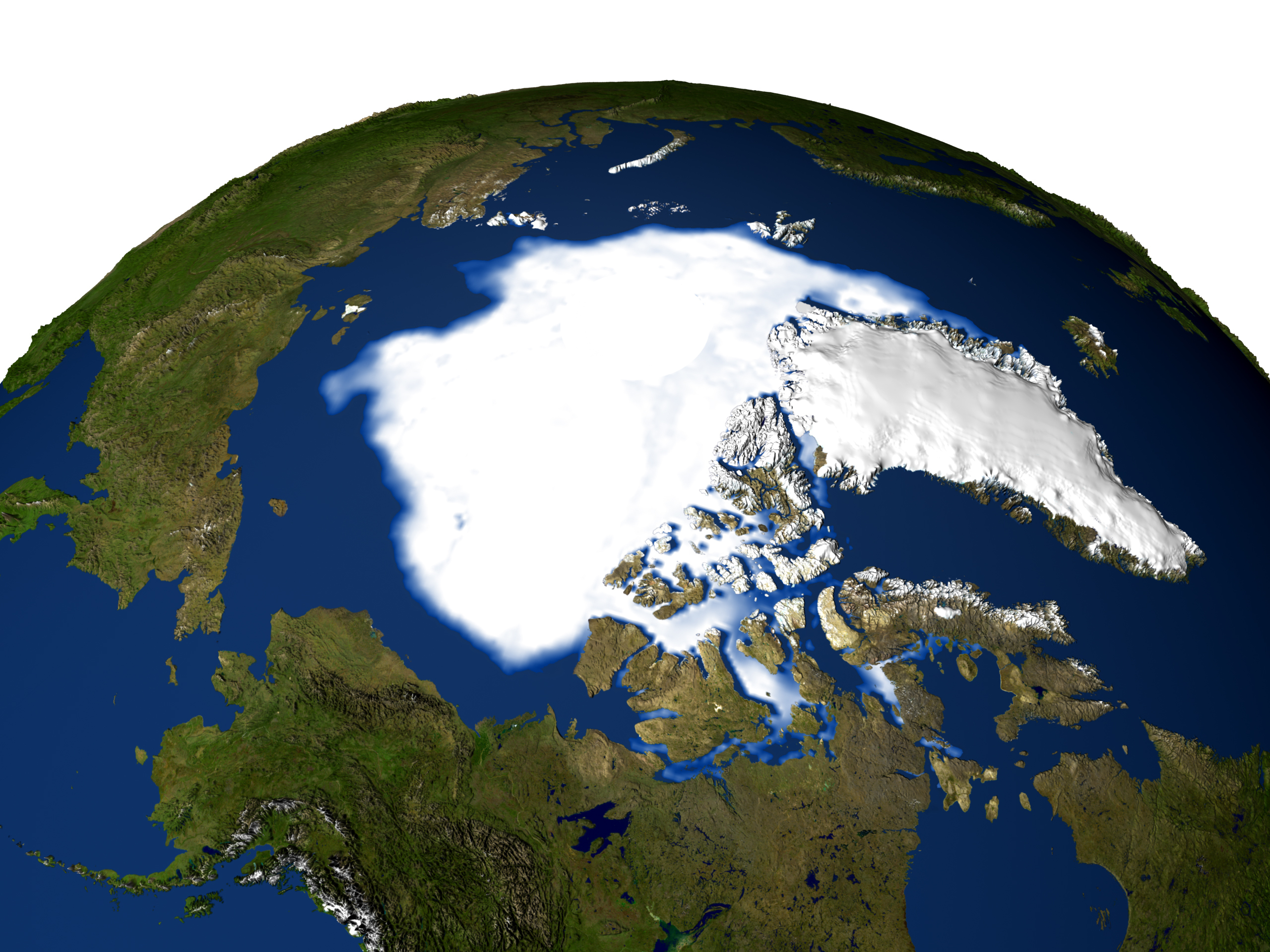
Вигляд Північного полюса з космосу

- Максимальна висота Сонця над обрієм на Північному полюсі в день літнього сонця не перевищує схилення ≈23°26′. Це досить мало, приблизно на такій висоті Сонце знаходиться на широті Києва опівдні на початку листопада.
- Видимий рух Місяця по небу на полюсі нагадує такий рух Сонця з тою різницею, що повний цикл займає не рік, а тропічний місяць (приблизно 27,32 доби). Місяць виходить з-за обрію упродовж тижня по пологій спіральній траєкторії, протягом наступного тижня опускається, а потім майже два тижні знаходиться під обрієм. Найбільша можлива висота Місяця над обрієм дорівнює 28°43′.
- Видима фаза Місяця на Північному полюсі залежить від пори року:

- Взимку Місяць сходить у першій чверті, проходить найвищу точку в повні та заходить у останній чверті.
- Навесні Місяць сходить як молодик (поруч з Сонцем), проходить найвищу точку в першій чверті і заходить у повні.
- Влітку Місяць сходить в останній чверті, проходить найвищу точку як молодик і заходить у першій чверті.
- Восени Місяць сходить у повні, проходить найвищу точку в останній чверті і заходить як молодик.

- Небесний екватор на Північному полюсі збігається з лінією горизонту. Всі зірки на північ від небесного екватора не заходять, а всі південніші - не сходять, оскільки зміна висоти зірок над обрієм відсутня. В зениті знаходиться Полярна зірка (а точніше — Північний полюс світу), в надирі — Південний полюс світу. Висота зірок над обрієм постійна та дорівнює їхньому схиленню (якщо знехтувати рефракцією).

## Джерело
- Словник-довідник з фізичної географії : для школярів і абітурієнтів / укл. Єна О. В., Супричов О. В. — К. : Довіра, 2002. — 238 с. — ISBN 966-507-133-5.

| Земля | Це незавершена стаття з географії. Ви можете допомогти проєкту, виправивши або дописавши її. |